# Кевін Чавез
Кевін Чавез (9 липня 1991) — австралійський стрибун у воду мексиканського походження.
Учасник Олімпійських Ігор 2016 року.
Призер Чемпіонату світу з водних видів спорту 2013 року.